# Dolly Wagner
Dolly Wagner (ur. 6 września 1906) – austriacka lekkoatletka specjalizująca się w sprintach i skoku w dal.
Podczas Światowych Igrzysk Kobiet (1930) była w składzie austriackiej sztafety 4 × 100 metrów, która zajęła 6. miejsce.
Pięciokrotna mistrzyni kraju: w biegu na 100 metrów (1928), biegu na 200 metrów (1927 i 1928) oraz skoku w dal (1929 i 1930).
Wielokrotna reprezentantka Austrii w meczach międzypaństwowych.
Rekordzistka Austrii w biegu na 100 metrów (12,8 w 1928), biegu na 200 metrów (27,2 w 1926 oraz 26,4 w 1927) oraz skoku w dal (5,15 w 1926, 5,33 w 1926, 5,35 w 1928 i 5,405 w 1929).